# Ley de uso y promoción del asturiano

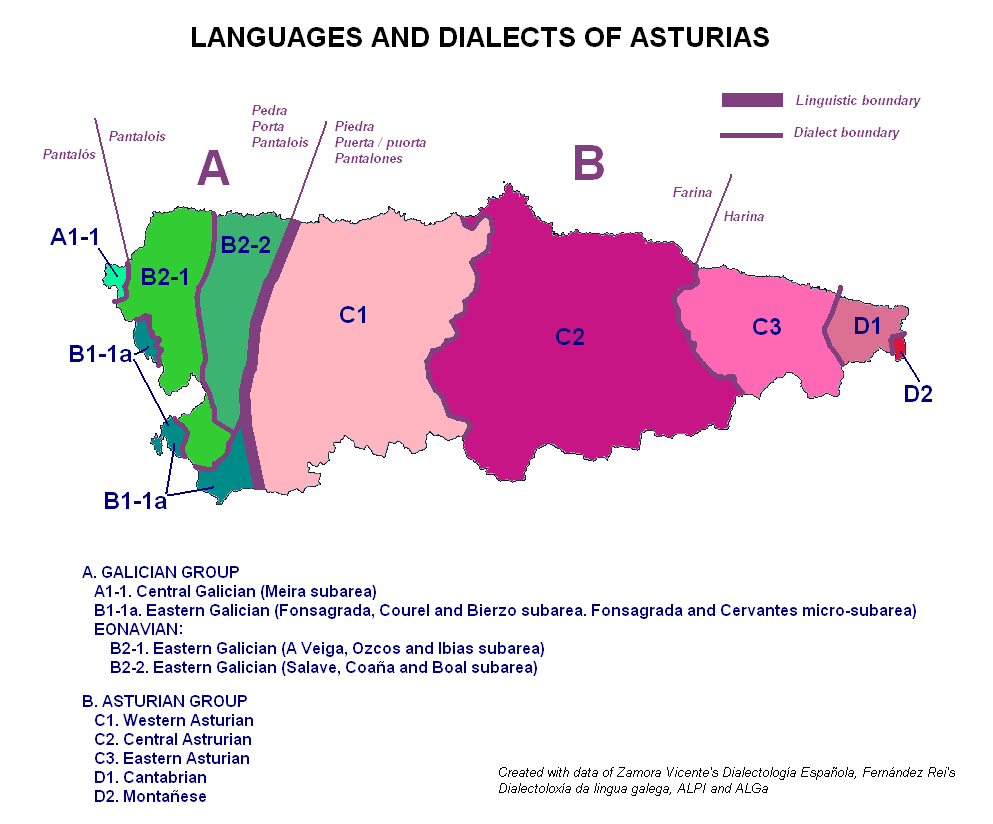
Áreas lingüísticas de Asturias atendiendo a criterios exclusivamente científicos.

La Ley de uso y promoción del bable/asturiano (Ley 1/1998, de 23 de marzo, de uso y promoción del bable/asturiano) es una ley en vigor, publicada el 23 de marzo de 1998 bajo la presidencia de Sergio Marqués y aprobada por la Junta General del Principado de Asturias que regula los derechos de los ciudadanos a utilizar el asturiano y la obligación de la administración a hacer que estos derechos se cumplan.
Varias entidades (culturales, políticas o sindicales) han expresado su protesta al considerar que la Ley de Uso es incumplida sistemáticamente por los organismos públicos. Al mismo tiempo, juristas especializados en la materia defienden su utilidad potencial, pero reconocen que en la práctica las decisiones judiciales la están erosionando.
Mencionan los casos de la anulación de las ordenanzas de Noreña y del Plan de Normalización de Carreño, desarrollos legales desplegados al amparo del artículo 8.1 de la Ley de Uso.

## Antecedentes

### El asturiano o bable
La reivindicación lingüística en Asturias se remonta al tardofranquismo, si bien con menor intensidad que en otras regiones españolas. El asturiano se había mantenido hasta entonces en un plano meramente cultural o folclórico: relatos, música tradicional, teatro costumbrista, etc. La mayoría de la población reservaba su uso al ámbito privado. 
El número de asociaciones que empezaron a utilizar la lengua regional era minoritario. Conceyu Bable fue la más importante de todas ellas. Sus creadores fueron: Xosé Lluís García Arias, Lluís Xabel Álvarez y Xuan Xosé Sánchez Vicente.Este último sería fundador del Partido Asturianista, diputado en la Junta General y principal impulsor de la ley.
En 1980, el Consejo Regional de Asturias crea la Academia de la Lengua Asturiana.Este organismo edita desde 1982 la revista Lletres Llibres, donde se publican artículos en defensa del asturiano, así como estudios históricos. Destaca el artículo firmado por Miguel Ramos Corrada, que denuncia la histórica marginación del asturiano.
Por otra parte, el Estatuto de Autonomía de Asturias (promulgado en 1981) no declaró oficial el bable. Únicamente se limitó a denominarlo "variedad lingüística" a proteger por los poderes públicos. La esfera de aplicación de esta protección era la enseñanza y los medios de comunicación.
El tema no parecía movilizar al electorado. Los partidos políticos no lo veían como algo de interés para la ciudadanía, siendo poco relevante para ganar o perder las elecciones, en palabras de Francisco Bastida. Sí que existía una opinión pública favorable a enseñar asturiano en las escuelas. En el año 1984, la SADEI realizó una encuesta sobre el uso del asturiano. Un 48% de los encuestados prefería una enseñanza predominantemente en castellano con alguna asignatura en bable, frente a un 34% de enseñanza exclusivamente en castellano.

### La iniciativa legislativa popular
En la segunda legislatura del parlamento asturiano, hubo una sucesión de proposiciones y proyectos de ley sobre el uso del asturiano, que no llegaron a materializarse. En concreto, hubo una iniciativa legislativa popular y dos proyectos presentados por el Gobierno, que se entrecruzaron.
En abril de 1988, la Junta General del Principado de Asturias recibe una iniciativa legislativa popular. Se trata, de hecho, de la primera iniciativa legislativa popular en la Comunidad Autónoma, cuestión de suma importancia. Precisamente, tiene por objeto el uso del asturiano. Esta iniciativa popular estaba promovida por José Suárez-Arias Cachero, político vinculado al asturianismo y, a la sazón, concejal del Ayuntamiento de Aller. 
La proposición de ley enseguida terminó su recorrido parlamentario, ya que no pudo ser admitida a trámite. La Junta General publicó una resolución de la Mesa ampliamente argumentada en un total de 32 páginas. En ellas, se hace un recorrido completo por la legislación española sobre las "lenguas oficiales" y "modalidades lingüísticas", desde la Constitución Española hasta las leyes de diferentes Comunidades Autónomas, pasando necesariamente por los Estatutos de Autonomía. La línea argumental se basa en dos premisas: por un lado, la declaración de oficialidad de una lengua solo puede realizarse en el Estatuto de Autonomía y, por otro lado, la oficialidad es lo que permite, entre otras cosas, imponer obligatoriedad en la enseñanza, así como permitir que los ciudadanos usen la lengua regional al mismo nivel que el castellano. La resolución deja bastante claro que «las medidas que el legislador autonómico adopte [...] ni pueden imponer un sistema de enseñanza obligatoria del bable ni pueden reconocer un derecho al uso del bable del mismo alcance que el que integra el estatuto de cooficialidad -con el correlativo deber de los poderes públicos- ni pueden pretender un objetivo normalizador similar al perseguido por las leyes reguladoras de lenguas estatutariamente declaradas cooficiales.» De esto se deduce que el texto de la iniciativa popular, no publicado en el Boletín Oficial, contenía preceptos destinados a extender la enseñanza del asturiano y a permitir que los ciudadanos pudieran emplear el asturiano en las mismas condiciones que el castellano.

La resolución de la Mesa llega a la conclusión de que la iniciativa:
[...] excede de la competencia exclusiva de la Comunidad Autónoma a tenor de lo dispuesto en los artículos 4 y 10.1; n) del Estatuto de Autonomía para Asturias y; por consiguiente; incurre en causa de inadmisibilidad no siendo susceptible; en su actual redacción, de admisión a trámite.
Cabe destacar que este acuerdo se tomó el 27 de abril de 1988 por la Mesa de la Cámara, pero la publicación en el Boletín no se realiza hasta junio. 

### Los proyectos de ley fallidos
Al mismo tiempo que se producía la iniciativa legislativa popular, el Gobierno asturiano, encabezado por el socialista Pedro de Silva, elaboraba un proyecto de ley. Se titulaba «Proyecto de ley de protección del bable». Fue admitido a trámite el 29 de noviembre de 1988. Ya contenía las principales líneas de lo que sería la ley de 1998:
- Inclusión del asturiano-gallego, también llamado eonaviego, en su ámbito de protección.
- Obligación de la Administración de fomentar y promover el uso del bable.
- Posibilidad de que los ciudadanos se dirijan a la Administración en bable.
- Uso del bable por parte de la Administración en ciertas ocasiones, limitadas.
- Existencia de un órgano oficial de traducción castellano-bable.
- Presencia del bable en la educación
- Ayudas y subvenciones para la difusión del bable en medios de comunicación
- Regulación de la Academia de la Llingua Asturiana.

Esta iniciativa sería retirada por el propio Gobierno al año siguiente, en julio de 1989. El reglamento del parlamento asturiano permite al Gobierno retirar cualquier iniciativa antes del final de su tramitación.
La razón era muy sencilla: iban a presentar, inmediatamente después, un nuevo proyecto de ley, con un texto ligeramente distinto.Los cambios eran pequeños. Por un lado, el artículo 6 alteraba la redacción. El primer proyecto incluía una obligación evidente, que vinculaba a los poderes públicos:
Los poderes públicos están obligados a fomentar y promover el uso del bable. A este efecto, deben prever el establecimiento progresivo de los medios precisos y las medidas necesarias para garantizar el ejercicio efectivo del derecho a utilizar el bable dentro de los distintos ámbitos de la comunicación formal.
En el segundo proyecto, la redacción era menos comprometida:
Los poderes públicos fomentarán y promoverán el uso del bable, en sus diversas variantes, garantizando el ejercicio efectivo del derecho a utilizarlo dentro de los distintos ámbitos de la comunicación formal.
Asimismo, desaparece la mención expresa que había, en el artículo 8, a un futuro órgano oficial de traducción. En este segundo proyecto de ley, incluye una mención genérica a las funciones de traducción, que se realizarán: "mediante los medios que estime oportunos". 
El segundo proyecto tampoco llegó a terminarse. Quedó en fase de enmiendas, caducando en 1991 por el final de la legislatura. En definitiva, los intentos por fraguar una ley de uso del bable no cuajaron.

## Elaboración del proyecto de ley
Sería 1998 el año que, finalmente, vería el nacimiento de la ley de uso y promoción del asturiano. El contexto es la cuarta legislatura de la Junta General, donde se producen unas circunstancias excepcionales de la política asturiana. A raíz de las elecciones autonómicas de 1995, el PP accedía, por primera vez, al Consejo de Gobierno asturiano. Sergio Marqués gobernaba con 21 diputados, que no conformaban una mayoría sólida. No había conseguido aprobar los presupuestos de 1996. De esta forma, pactó con el Partido Asturianista (PAS) para los presupuestos de años siguientes, lo que derivó (a modo de intercambio) en el proyecto de ley de uso y promoción del asturiano. La inestabilidad política caracteriza, de hecho, toda esta legislatura, puesto que Sergio Marqués sería expulsado de su partido en 1998, y pasaría a integrar el Grupo Mixto.
La iniciativa del proyecto de ley fue aprobada por la Mesa de la Cámara el 6 de noviembre de 1997. Hubo un intento por parte del Grupo Parlamentario Socialista por detener la tramitación de la ley, argumentando que al proyecto le faltaba documentación. Sin embargo, su petición se denegó.Posteriormente, la Mesa de la Cámara toma dos decisiones importantes: tramitar con urgencia el proyecto y remitirlo a la Comisión de Política Cultural.
Tanto Izquierda Unida como el PSOE presentaron sendas enmiendas a la totalidad, con un texto alternativo.Las líneas generales de los textos propuestas eran similares al proyecto presentado. Ambas enmiendas fueron debatidas en Pleno y rechazadas.
La ley generó cierta polémica en torno a su constitucionalidad. El 26 de enero de 1998 se organizó un debate en la sede de La Nueva España (La Nueva España, 27 de enero de 1998), en el que participaron Ramón Punset y Francisco Bastida (catedráticos de Derecho Constitucional), Leopoldo Tolívar Alas (catedrático de Derecho Administrativo) y Xesús Cañedo, secretario general del PAS. En concreto, se ponía en duda la constitucionalidad de artículos como el que establece el derecho de los ciudadanos a utilizar el bable para comunicarse por escrito con la administración regional, o el que considera la lengua asturiana como materia integrante del currículum escolar. Estos son elementos que, habitualmente, se han reservado a los idiomas oficiales.

El carácter de urgencia imprimió cierta velocidad a los trámites. En febrero de 1998, la Ponencia encargada del proyecto eleva su informe a la Comisión de Política Cultural, presentando un texto definitivo. Los cambios principales fueron dos. En primer lugar, introdujo un tercer apartado en el artículo 10:
3. La elección del estudio o del uso del bable/ asturiano como asignatura del currículo, en ningún caso podrá ser motivo de discriminación de los alumnos. Para quienes lo elijan, su aprendizaje o uso no podrá constituir obstáculo para recibir la misma formación y conocimientos en igualdad de condiciones que el resto del alumnado
En segundo lugar, se añade una letra e) al apartado 11:
11. El Principado de Asturias establecerá:
[...]

e) El decreto de currículo en los distintos niveles educativos.
En marzo de 1998, el proyecto sería debatido y aprobado en Pleno. El PSOE había reservado un conjunto importante de enmiendas para que se votaran en el Pleno. Varias de estas enmiendas fueron votadas y aprobadas.El proyecto de ley sería finalmente publicado en el «BOPA» núm. 73, de 28 de marzo de 1998 y en el «BOE» núm. 103, de 30 de abril de 1998.

## Contenido
El texto de la ley dispone de 18 artículos, organizados en seis capítulos, junto con una disposición adicional, una disposición transitoria y una disposición final.
- CAPÍTULO I: Disposiciones generales. Establece el objeto de la ley, añadiendo también a su ámbito de actuación al gallego/asturiano, que tendrá "carácter de modalidad lingüística propia".
- CAPÍTULO II: Del uso del bable/asturiano. Se reconoce el derecho a emplear el bable, incluso en las comunicaciones de los ciudadanos con el Principado de Asturias. Esta sería una de las grandes novedades, así como punto de discusión. Además, se articulan varias medidas de promoción: el uso del bable podrá ser valorado en el acceso a empleo público y los boletines oficiales del Principado de Asturias y la Junta General podrán publicarse en bable. Asimismo, se crea la figura del órgano de traducción oficial, encargado de realizar cualquier traducción entre el bable y el castellano.
- CAPÍTULO III: De la enseñanza. El bable pasará a ser una materia en el sistema educativo, que mantendrá en todo caso la voluntariedad.
- CAPÍTULO IV: De los medios de comunicación. Se establecen medidas de promoción del uso del bable en medios de comunicación, destacando las subvenciones.
- CAPÍTULO V: De la toponimina. Se permite que los topónimos tengan la forma tradicional, o incluso que conviva esta con el castellano. Será el gobierno asturiano quien determine los topónimos.
- CAPÍTULO VI: De los órganos consultivos. Se establecen como órganos consultivos y asesores un total de cuatro instituciones: Universidad de Oviedo, Academia de la Llingua, Junta de Toponimia del Principado de Asturias y el Real Instituto de Estudios Asturianos (RIDEA)

## Evolución posterior

### Uso del asturiano en las aulas
La enseñanza del asturiano ya se daba previamente a esta ley. Se había implantado en el curso 1984-1985. Sin embargo, a partir de 1998, el número de centros y alumnos fue aumentando progresivamente. El número de estudiantes de secundaria que optaron por aprender asturiano se ha mantenido en torno a los 3.000 en los últimos años (en el período 2012 a 2017). Esto representa un 14,23% del total.
De todas formas, el asturiano no se emplea como lengua vehicular en la educación secundaria. En 2017, se inició un proyecto piloto para utilizar el asturiano en ciertas asignaturas de la educación primaria, durante una hora a la semana.

### Sobre la oficialidad del asturiano
La posible inconstitucionalidad de la ley fue un aspecto que continuó generando debate en años posteriores. En 2007, el Juzgado de lo Contencioso-Administrativo núm. 3 de Oviedo planteó una cuestión de inconstitucionalidad. Afectaba al artículo 4.2, que reconoce el derecho de los ciudadanos a comunicarse en asturiano con la Administración. Esta cuestión se considera un elemento propio de los idioma cooficiales. Según el juzgado ovetense, el legislador asturiano ha tratado de "regular a través de una Ley ordinaria un aspecto que integra el núcleo duro de la oficialidad". 

El Tribunal Constitucional inadmite a trámite la cuestión por infundada, con un argumento principal. Según el TC, el artículo 4.2: 
no reconoce al bable/asturiano como “medio normal de comunicación” en el seno de la Administración autonómica, como tampoco le atribuye esa condición en las relaciones que ésta entable con los sujetos privados “con plena validez y efectos jurídicos”, notas identificativas de la oficialidad de una lengua determinada. Dicho de otro modo, el precepto legal no atribuye a los ciudadanos el derecho a elegir la lengua del procedimiento, limitándose a imponer a la Administración del Principado de Asturias la obligación de tramitar los escritos que los ciudadanos le dirijan en bable/asturiano. Contemplada la norma con otra perspectiva, su principal virtualidad consiste en privar de toda discrecionalidad a la Administración autonómica a la hora de aceptar las comunicaciones que reciba en esa lengua.
En definitiva, una lengua oficial queda definida como un idioma que se utiliza como "medio normal de comunicación". El asturiano, siguiendo la ley 1/1998 y la interpretación del TC, no es un medio normal de comunicación.

### Uso del asturiano en el parlamento
El Reglamento de la Junta General del Principado de Asturias fue reformado en 2018, permitiendo el artículo 3 el uso del bable/asturiano a los diputados en las actuaciones parlamentarias. Fue una reforma no exenta de polémica, de nuevo, por su constitucionalidad. En 2020, el Grupo Parlamentario Vox en el Congreso de los Diputados planteó un recurso de inconstitucionalidad. Había dos razones principales:
- En primer lugar, la reforma concede eficacia y validez al bable sin ser una lengua oficial.
- En segundo lugar, el uso del asturiano impediría participar en el debate parlamentario. No sólo afectaría a los diputados, sino también a los cargos y empleados públicos y a los ciudadanos.

El TC resuelve el recurso declarando constitucional el precepto, argumentando lo siguiente:
Los magistrados [se plantearon] si el reglamento de la Cámara respetaba el marco del uso del bable [...] dando una respuesta positiva en base a la tutela del asturiano y su promoción para que pueda ser usado en sede parlamentaria. Con ello desestima el primer óbice planteado ya que no se trata de una declaración encubierta de cooficialidad, sino que promocionar el uso del lenguaje sin imposición alguna.

En cuanto al segundo motivo del recurso, debilitar el control parlamentario, la respuesta igualmente del TC, sin ser taxativa, pero si contundente, fue que el desconocimiento del bable por algún diputado no violaba ni impedía el ejercicio de sus derechos ya que el reglamento contiene una previsión (en su momento se legisló con audacia para evitar problemas de legalidad) de fijación de criterios de la Mesa para desarrollar el ejercicio de tal derecho. Ante ello el Tribunal Constitucional salvó la objeción planteada ya que existen mecanismos para el entendimiento —cordial— de todos tanto ciudadanos como parlamentarios; ahora bien, añadió que no debe prejuzgar como se realizará en el futuro tales criterios, aplazando el debate para cuando se fijen los mismos y se valoren en el futuro si se ajustan a la legalidad.